# 塔尔文登
塔尔文登（德語：Thalwenden）是德国图林根州的市镇，隶属于艾希斯费尔德县。总面积为3.36平方千米，截至2023年12月31日总人口为350人。